# محمد سليمان (ممثل)
محمد سليمان ممثل مصري، ولد في مدينة القاهرة درس في الكونسيرڤتوار العزف على آله البيانو حتى المرحلة الثانوية، وخلال تلك السنوات كانت له تجارب تمثيلية محدودة. في مشاريع التخرج لطلبة المعهد العالي للسينما في أكاديمية الفنون التحق محمد سليمان بعد تخرجه من الكونسيرڤتوار بكلية التجارة، وعمل عند التخرج بمجالات الإرشاد السياحي وأيضا في مجال الدعاية والإعلان، وجاءته الفرصة بعدما ظهر كموديل في إحدى الإعلانات لينال فرصته الأولى في السينما من خلال فيلم (7 ورقات كوتشينة)، ومن بعدها شارك في عدد كبير من الأفلام والمسلسلات.

## أعمال

### أفلام
- ساحر النساء:2021
- فتح عينيك
- خط الموت:2019-الرائد علي القاضي
- مولانا:2017
- الأصليين:2017-موظف الhr
- عمر الأزرق:2017-رائد / سالم عبد الله
- الهرم الرابع:2016-عصام حشاد
- الخلبوص:2015-ايهاب
- خطة بديلة:2015
- كلام جرايد:2014-شريف
- واحد صعيدي:2014-كريم خطيب سماح مرزوق
- القشاش:2013-معتز الروبي
- متعب وشادية:2012
- بحر النجوم:2008
- لحظات أنوثة:2008-كمال
- ليلة في القمر:2008
- احنا اتقابلنا قبل كده:2008-أكرم
- نقطة رجوع:2007-عادل
- عمر وسلمى:2007-خالد
- لعبة الحب:2006-عمر طبيب الأسنان صديق ليلى
- فتح عينيك:2005
- إسكندرية - نيويورك:2004
- سبع ورقات كوتشينة:2004-طارق بيه

### مسلسلات
| - الضاحك الباكي: 2022 - مملكة الغجر:2019 - السر:2019 - زلزال:2019-قاسم بيه عضو مجلس الشعب - حدوتة مُرة:2019-محمود الحلوجي - لعنة كارما:2018-يوسف - كأنه إمبارح:2018-هشام - أمر واقع:2018-زياد - الدخول في الممنوع:2017 - حكايات بنات (ج2):2017-حسن - هذا المساء:2017-هاني ضيف الحلقات - الحساب يجمع:2017-خالد | - نصيبي وقسمتك (ج2):2017 - مملكة يوسف المغربي:2016 - المغني:2016 - جريمة شغف:2016 - لعبة إبليس:2015 - قلوب:2014-خالد عبد الرؤوف - ابن حلال:2014-الرائد أمجد - هبة رجل الغراب (ج1 ->4):2014->2017-هادي - دلع بنات:2014-نادر - تحت الأرض:2013-سعد الكومي - كان ياما كان: أرواح أليفة:2013 | - شربات لوز:2012 - زي الورد:2012-زياد - طرف ثالث:2012 - باب الخلق:2012-رمزي - احنا الطلبة:2011-ظابط شرطة - عيلة عجب:2011 - مكتوب على الجبين:2011 - مشرفة رجل لهذا الزمان:2011-محمد عبد الوهاب - بابا نور:2010 - أكتوبر الآخر:2010-وائل نصار | - أيام الحب والشقاوة:2010-يوسف - ورق التوت:2009 - فتيات صغيرات:2009 - وعادت القلوب:2008 - أيام الرعب والحب:2008-جاسر - دموع القمر:2008 - من أطلق الرصاص على هند علام:2007 - أسلحة دمار شامل:2006-مصطفى - أحلام في البوابة:2005 - نزار قباني:2005-أكرم المعداوي |

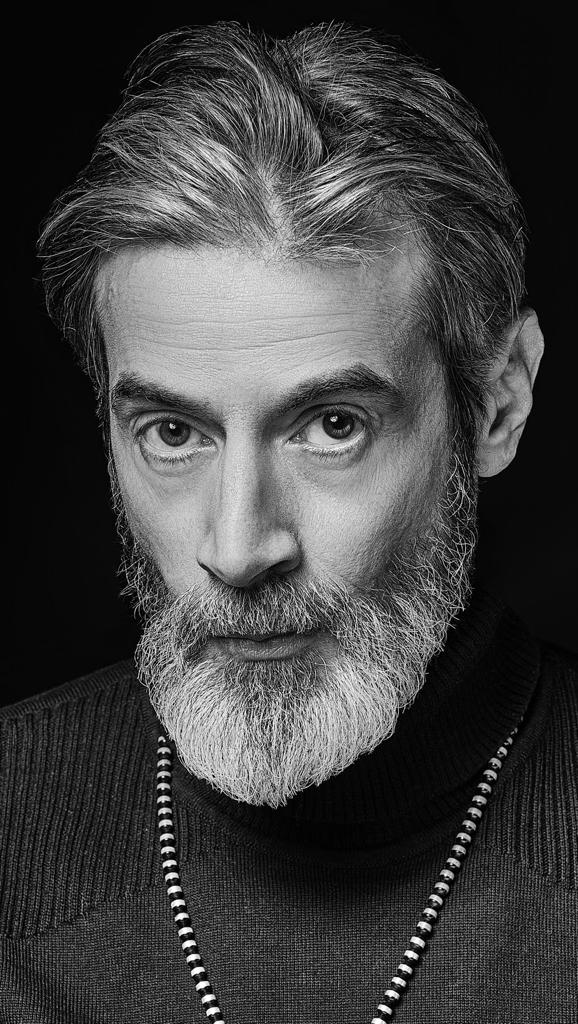

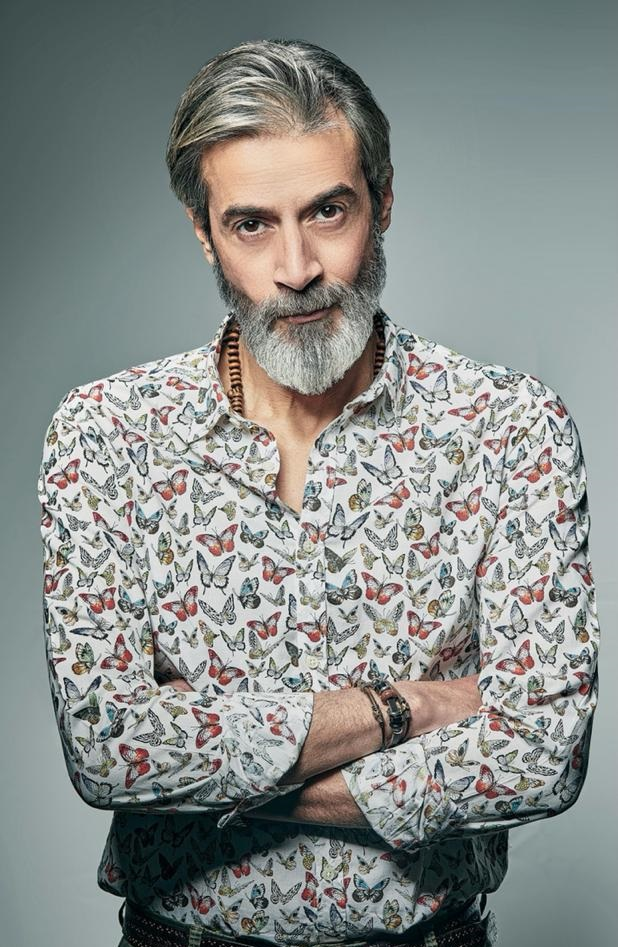
الفنان محمد سليمان

### أخرى
- ليلة جواز بهية:2009
- ويقوم بتصوير مسلسل المماليك الآن